# Poimenesperus marmoratus
Poimenesperus marmoratus là một loài bọ cánh cứng trong họ Cerambycidae.